# 建兴郡 (山西省)
建兴郡是中国古代设立的一个郡，东晋时由西燕慕容永置，辖域大约位于今天山西省晋城市全境。故治在今山西晋城市区北四十里的大阳镇。，

## 沿革
- 东晋孝武帝元年，十六国西燕国主慕容永（386年-394年在位）置建兴郡，于今晋城市境内，郡治阳阿城（今晋城市郊大阳镇）。
- 北魏孝庄帝永安（528年-530年）初，改建兴郡为建州，领高都郡、长平郡、安平郡、泰宁郡。
- 北齐天保七年，置建州道行台，领高都郡、长平郡、安平郡，泰宁郡省并。
- 北周建德三年，并为高平郡、安平郡，属建州。
- 隋朝开皇三年（583年）文帝废天下诸郡，改建州为泽州，依境内获泽河旁为名。[2]

## 地理
建兴郡北隔丹朱岭和金泉山与上党郡相连、西依平阳郡与河东郡，南接河内郡(今河南沁阳)。